# Nowy Folwark (Kielce)

Dzielnice i osiedla Kielc, Nowy Folwark ma na mapie nr 27

Nowy Folwark – wschodnia część Kielc (przyłączona do miasta 31 grudnia 1961 roku), przez którą przechodzi droga ekspresowa nr 74 (ul. Świętokrzyska) prowadząca w stronę Łagowa. Nowy Folwark graniczy od południa z Zagórzem, a od północy z os. Świętokrzyskim. Inną, nieoficjalną nazwą Nowego Folwarku był Wydryń (lub Wydrysz), od którego pochodzi nazwa ulicy Wydryńskiej.
W skład dzielnicy wchodzą ulice: Gustawa Morcinka, Wydryńska, Napękowska, Radlińska, Powstania Styczniowego, Otrocz i niewielka część Domaszowskiej – a także położone na północ od wybudowanej w latach 2009-2011 drogi ekspresowej S74 – Zwierzyniecka, Ciekocka, prawdopodobnie również Wysoka i część Folwarcznej. W potocznym rozumieniu do Nowego Folwarku zalicza się też niekiedy część Wielkopola położoną na wschód od ul. Szczecińskiej i ul. Poleskiej.
Nowy Folwark leży na terenie parafii pw. św. Maksymiliana Kolbe, której kościół parafialny znajduje się przy ul. Radostowej, na obszarze Wielkopola.
W północnej części Nowego Folwarku położony jest Kampus UJK znajdujący się przy ul. Uniwersyteckiej i drodze ekspresowej S74.

## Komunikacja
Dojazd autobusami linii: 8, 10, 13, 14, 19, 26, 38, 43, 47, 53, 104, 114, F, Z.

## Turystyka
Ze wzgórza położonego w rejonie ulic Ciekockiej i Wysokiej można zobaczyć piękną panoramę Kielc i Gór Świętokrzyskich. Przez Nowy Folwark przebiega Żółty szlak spacerowy wokół Kielc 